# Lądowisko Góraszka
Lądowisko Góraszka (kod ICAO: EPGO) – lądowisko w Góraszce, położone w gminie Wiązowna, ok. 15 km od Warszawy. Lądowisko należy do firmy General Aviation Sp. z o.o.

## Częstotliwości radiowe
- Góraszka Port/Góraszka Info 125,550 MHz